# Ялиця іспанська
Яли́ця іспа́нська (Abies pinsapo, ісп. pinsapo) — вид ялиць родини соснових.

## Підвиди
Abies pinsapo
- Abies pinsapo var. marocana
- Abies pinsapo var. pinsapo

## Поширення, екологія
Росте у двох відділених районах на південному сході Іспанії, і в горах Ер-Риф у Марокко. У Марокко живе в середземноморській вологій біокліматичній зоні. Середньорічна кількість опадів становить 1500 мм, зі збільшенням до 1900 мм на висоті 1700 метрів. Поселення переважно можна знайти на північній стороні доломітових вапнякових схилів гірських хребтів. Оптимальний діапазон висот від 1400 до 1800 м, де вид утворює змішані ліси з низкою дубів і кленів. Між 1800 і 2000 м A. pinsapo росте разом з Cedrus atlantica, Pinus nigra і Pinus pinaster. Вище 2000 м здебільшого домінують чагарникові ксерофітні види. У південно-східній Іспанії A. pinsapo живе на доломітових ґрунтах у горах Сьєрра-де-Грасалема і Сьєрра-де-лас-Ньевес, але на серпентинових ґрунтах у горах Сьєрра-Бермея. Ліси зустрічаються на висотах від 900 до 1600 м над рівнем моря. Над 1100 м формує щільні, чисті ліси, але нижче цієї висоти дерева зустрічаються у змішаних громадах з низкою дубів і сосен.

## Опис
Дерева до 25–30 м заввишки і до 150 см діаметром. Зазвичай має прямий стовбур. Крона вузько конічна у молодих дерев, але нерівна у старих дерев, що складаються з довгих гілок, які піднімаються у верхній частині крони і криво спрямованих вниз у нижній; дерева на відкритих ділянках можуть мати дуже неправильну форму. Кора гладка, темно-сіра, з віком стає поздовжньо тріщинувата, грубою і лускатою. Бруньки кулясті, розміром 5 × 4 мм. Листки розміром 6–20 × 2–3 мм, жорсткі, верхівки тупі або гострі, колір від темно-зеленого до сірувато-зеленого (не рахуючи золотистого сорту); залишаються на дереві до 13 років. Пилкові шишки довжиною 5–7 мм, жовті з червоними або фіолетовими мікроспорофілами. Насіннєві шишки на коротких квітконосах, випростані, циліндричні, з тупими вершинами, розміром 9–16 × 3–5 см, зелений-пурпурові, після дозрівання до коричневого. Насіння обернено-яйцеподібне, довжиною 6–10 мм, світло-коричневе; крила вдвічі більші, світло-коричневі; 1000 насінин важать близько 50 грамів. Квітує у квітні-травні; шишки дозрівають у вересні та жовтні.

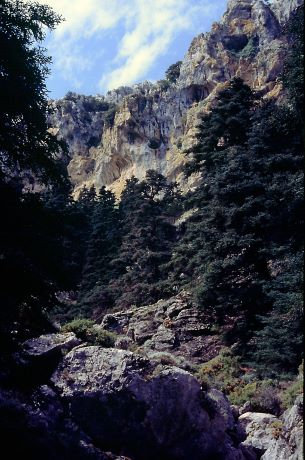
Дерева в горах Сьєрра-де-лас-Ньевес
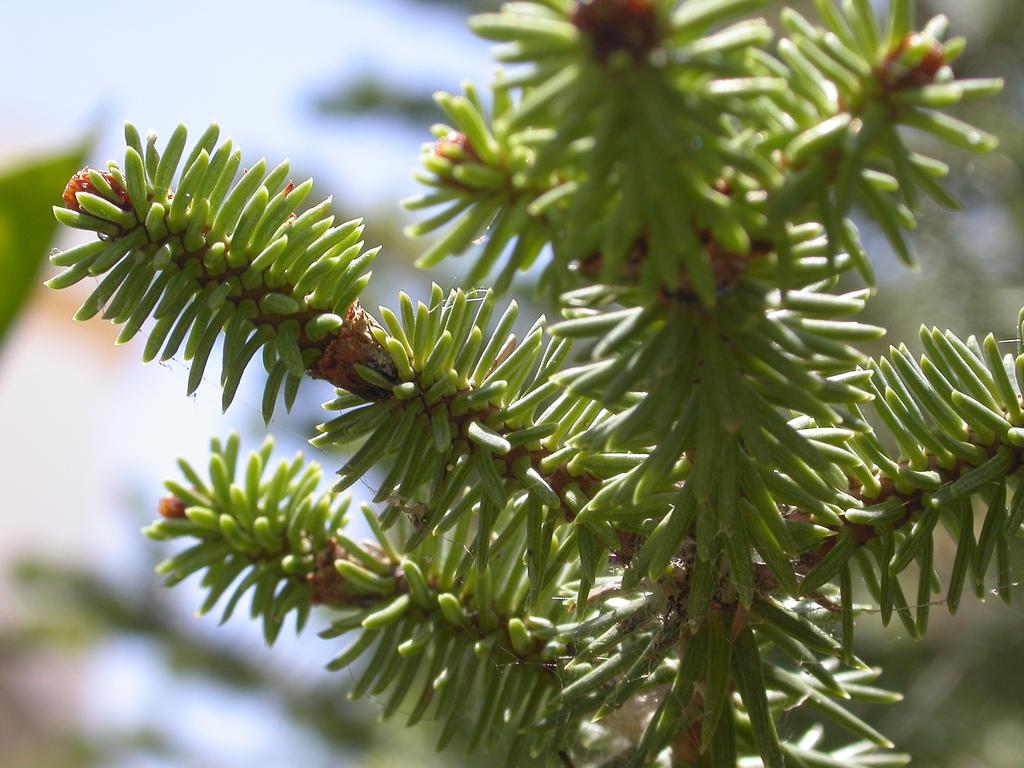
Листя
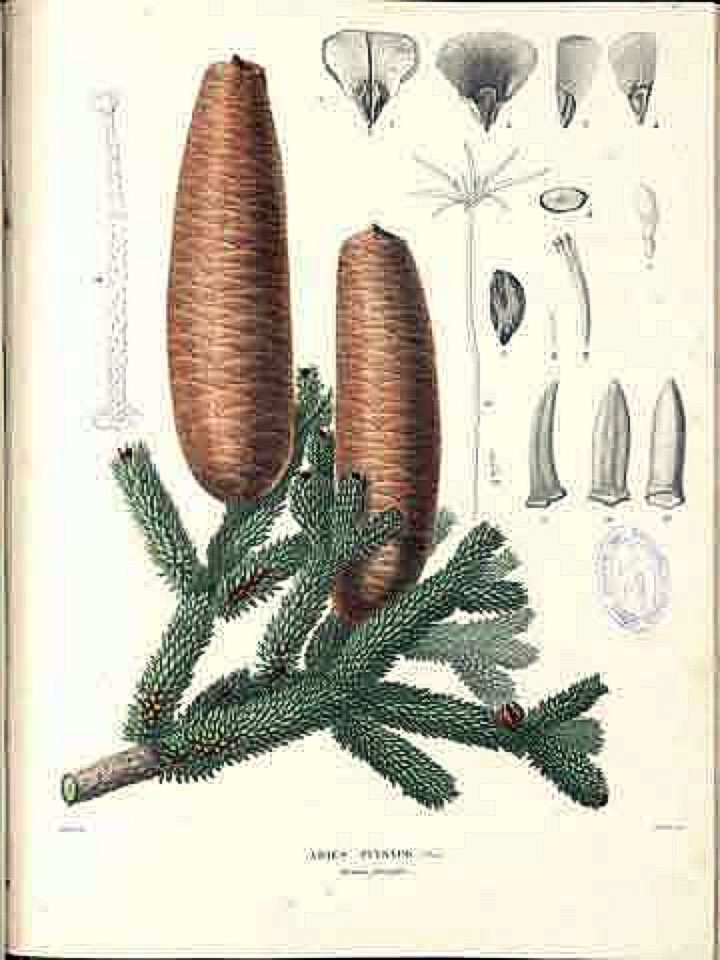
Жіночі шишки
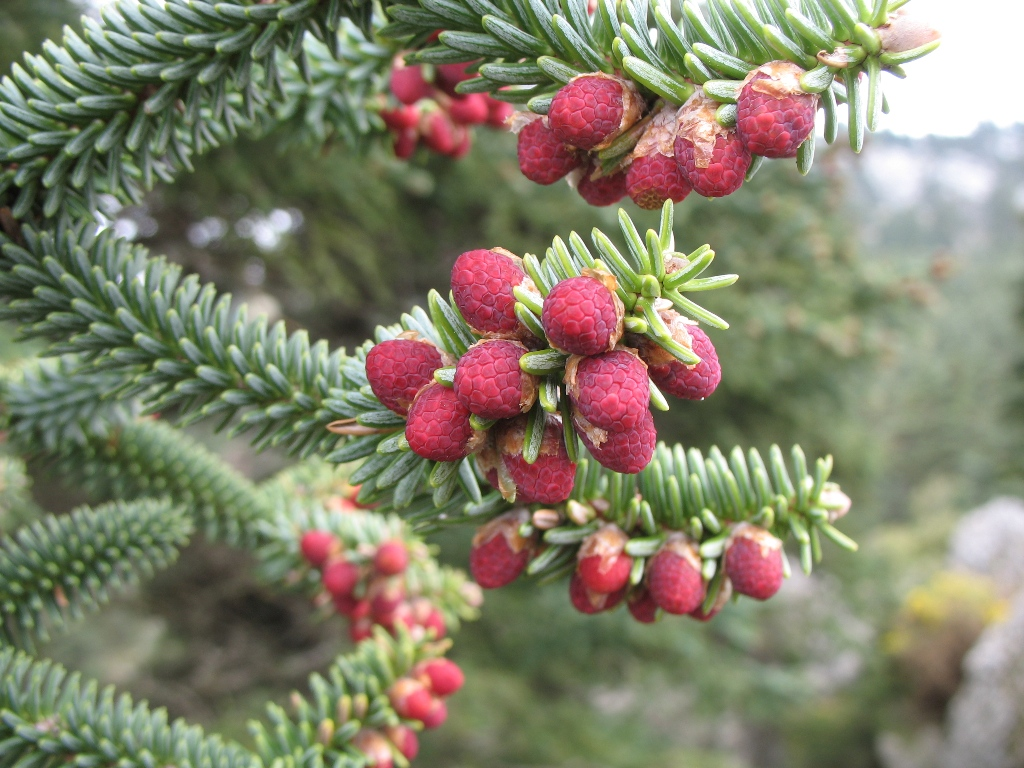
Чоловічі шишки

## Використання
Має високу декоративну і наукову цінність.

## Загрози та охорона
В Іспанії головною загрозою є вогонь. Інші загрози включають шкідників і хвороби, які є більш очевидними в посушливі роки, коли ліси більш вразливі. З 1990-х років спостерігається регіональне потепління і зменшення опадів. Ці зміни були пов'язані зі збільшенням смертності дерев на висоті менш як 1100 м (Linares 2009). У Марокко вогонь також є однією з основних загроз. Вирубка лісів і деградація місць проживання пов'язані з культивуванням коноплі в районах, прилеглих до ялицевих поселень, створює додаткові загрози. Більшість поселень A. pinsapo тепер перебувають у межах різних охоронних територій в Іспанії та Марокко.